# Leichtathletik-Europameisterschaften 1954/800 m der Männer

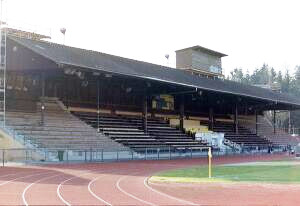
Tribüne des Stadions Neufeld in Bern

Der 800-Meter-Lauf der Männer bei den Leichtathletik-Europameisterschaften 1954 wurde vom 25. bis 28. August 1954 im Stadion Neufeld in Bern ausgetragen.
Europameister wurde der Ungar Lajos Szentgáli. Er gewann vor dem Belgier Lucien De Muynck. Bronze ging an den Norweger Audun Boysen.

## Rekorde

### Bestehende Rekorde
| Weltrekord           | 1:46,6 min | Rudolf Harbig | Mailand, Italien       | 15. Juli 1939   |
| Europarekord         | 1:46,6 min | Rudolf Harbig | Mailand, Italien       | 15. Juli 1939   |
| Meisterschaftsrekord | 1:50,5 min | John Parlett  | EM in Brüssel, Belgien | 26. August 1950 |

### Rekordverbesserungen
Der bestehende EM-Rekord wurde dreimal verbessert. Darüber hinaus gab es zwei neue Landesrekorde.
- Meisterschaftsrekorde:
  - 1:50,2 min – Brian Hewson (Großbritannien), dritter Vorlauf am 25. August
  - 1:50,0 min – Lajos Szentgáli (Ungarn), erstes Halbfinale am 27. August
  - 1:47,1 min – Lajos Szentgáli (Ungarn), Finale am 28. August
- Landesrekorde:
  - 1:50,2 min – Ron Delany (Irland), erstes Halbfinale am 27. August
  - 1:47,1 min – Lajos Szentgáli (Ungarn), Finale am 28. August

## Vorrunde
25. August 1954, 18:10 Uhr
Die Vorrunde wurde in vier Läufen durchgeführt. Die ersten vier Athleten pro Lauf – hellblau unterlegt – qualifizierten sich für das Halbfinale.

### Vorlauf 1
| Platz | Name             | Nation           | Zeit (min) |
| ----- | ---------------- | ---------------- | ---------- |
| 1     | Olaf Lawrenz     | BR Deutschland   | 1:52,0     |
| 2     | Lucien De Muynck | Belgien          | 1:52,2     |
| 3     | István Bárkányi  | Ungarn           | 1:52,4     |
| 4     | Tage Ekfeldt     | Schweden         | 1:52,4     |
| 5     | Tauno Kontio     | Finnland         | 1:52,8     |
| 6     | Ludvík Liška     | Tschechoslowakei | 1:53,2     |
| 7     | Alfred Lasch     | Österreich       | 1:55,4     |
| 8     | Manuel Macías    | Spanien          | 1:56,7     |

### Vorlauf 2
| Platz | Name                | Nation         | Zeit (min) |
| ----- | ------------------- | -------------- | ---------- |
| 1     | Lajos Szentgáli     | Ungarn         | 1:51,8     |
| 2     | Derek Johnson       | Großbritannien | 1:51,8     |
| 3     | Edmund Potrzebowski | Polen          | 1:52,3     |
| 4     | René Djian          | Frankreich     | 1:52,8     |
| 5     | Josef Steger        | Schweiz        | 1:53,5     |
| 6     | Ekrem Koçak         | Türkei         | 1:56,2     |
| 7     | De Kroon            | Niederlande    | NT         |
| DNF   | Gunnar Nielsen      | Dänemark       |            |

### Vorlauf 3

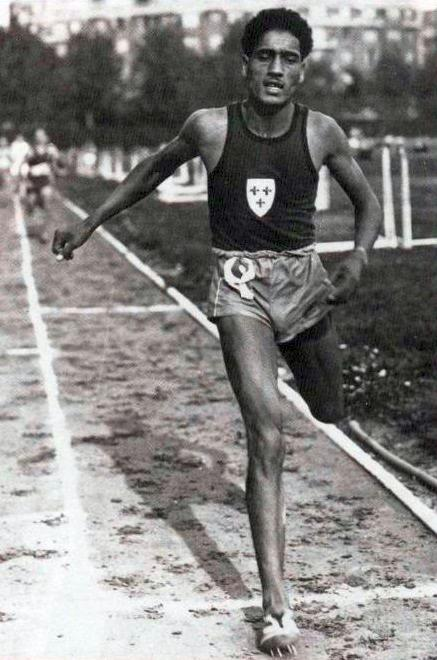
Patrick El Mabrouk schied mit Rang sieben im dritten Vorlauf aus

| Platz | Name               | Nation         | Zeit (min) |
| ----- | ------------------ | -------------- | ---------- |
| 1     | Brian Hewson       | Großbritannien | 1:50,2 CR  |
| 2     | Audun Boysen       | Norwegen       | 1:50,3     |
| 3     | Gérard Rasquin     | Luxemburg      | 1:51,6     |
| 4     | Oleg Agejew        | Sowjetunion    | 1:51,7     |
| 5     | Evangelos Depastas | Griechenland   | 1:52,7     |
| 6     | Hugo Wallkamm      | Schweiz        | 1:55,1     |
| 7     | Patrick El Mabrouk | Frankreich     | 1:56,0     |
| 8     | Ernst Suppan       | Österreich     | 1:58,4     |
| 9     | Somuncuoğlu Ünal   | Türkei         | 2:02,6     |

### Vorlauf 4
| Platz | Name            | Nation           | Zeit (min) |
| ----- | --------------- | ---------------- | ---------- |
| 1     | Roger Moens     | Belgien          | 1:51,5     |
| 2     | Ron Delany      | Irland           | 1:51,8     |
| 3     | Friedel Stracke | BR Deutschland   | 1:52,1     |
| 4     | Urpo Vähäranta  | Finnland         | 1:52,2     |
| 5     | Hans Ring       | Schweden         | 1:52,7     |
| 6     | Georgi Iwakin   | Sowjetunion      | 1:53,9     |
| 7     | Dušan Čikel     | Tschechoslowakei | 1:54,2     |
| 8     | Miloje Grujić   | Jugoslawien      | 1:55,7     |

## Halbfinale
27. August 1954, 15:05 Uhr
In den beiden Halbfinalläufen qualifizierten sich die jeweils ersten vier Athleten – hellblau unterlegt – für das Finale.

### Lauf 1

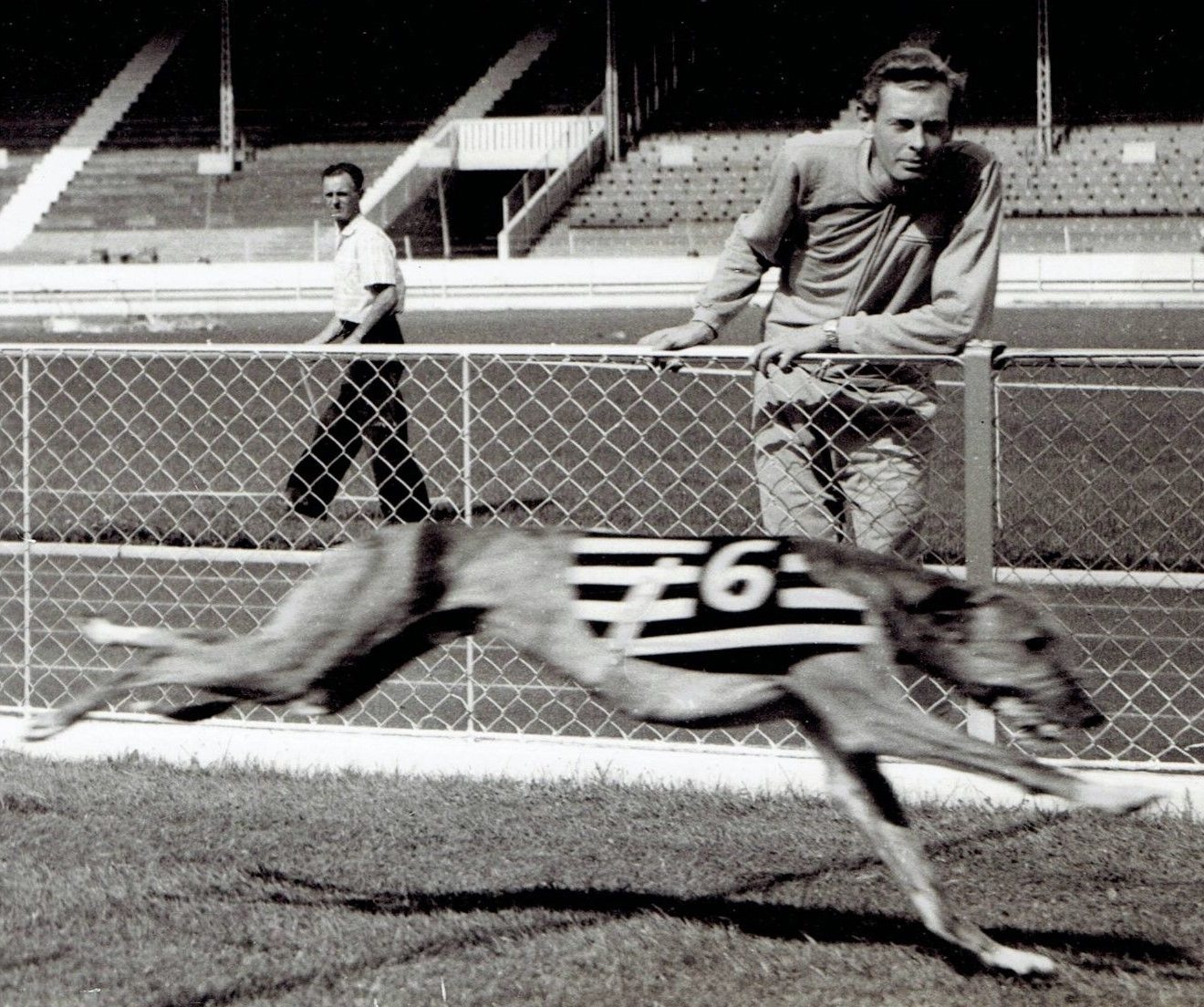
Brian Hewson (hier als Zuschauer beim Hunderennen) erreichte im ersten Halbfinallauf Platz sechs und schied damit aus, nachdem er im Vorlauf noch Meisterschaftsrekord gelaufen war

| Platz | Name                | Nation         | Zeit (min) |
| ----- | ------------------- | -------------- | ---------- |
| 1     | Lajos Szentgáli     | Ungarn         | 1:50,0 CR  |
| 2     | Ron Delany          | Irland         | 1:50,2 NR  |
| 3     | Lucien De Muynck    | Belgien        | 1:50,3     |
| 4     | Tage Ekfeldt        | Schweden       | 1:50,3     |
| 5     | Edmund Potrzebowski | Polen          | 1:51,2     |
| 6     | Brian Hewson        | Großbritannien | 1:51,2     |
| 7     | Olaf Lawrenz        | BR Deutschland | 1:51,4     |
| 8     | Urpo Vähäranta      | Finnland       | 1:51,4     |

### Lauf 2
| Platz | Name            | Nation         | Zeit (min) |
| ----- | --------------- | -------------- | ---------- |
| 1     | Audun Boysen    | Norwegen       | 1:50,6     |
| 2     | Roger Moens     | Belgien        | 1:50,7     |
| 3     | Derek Johnson   | Großbritannien | 1:51,0     |
| 4     | Gérard Rasquin  | Luxemburg      | 1:51,5     |
| 5     | René Djian      | Frankreich     | 1:51,8     |
| 6     | Friedel Stracke | BR Deutschland | 1:52,3     |
| 7     | Oleg Agejew     | Sowjetunion    | 1:52,5     |
| 8     | István Bárkányi | Ungarn         | 1:52,8     |

## Finale
28. August 1954, 16:50 Uhr
| Platz | Name             | Nation         | Zeit (min)   |
| ----- | ---------------- | -------------- | ------------ |
| 1     | Lajos Szentgáli  | Ungarn         | 1:47,1 CR/NR |
| 2     | Lucien De Muynck | Belgien        | 1:47,3       |
| 3     | Audun Boysen     | Norwegen       | 1:47,4       |
| 4     | Derek Johnson    | Großbritannien | 1:47,4       |
| 5     | Roger Moens      | Belgien        | 1:47,8       |
| 6     | Gérard Rasquin   | Luxemburg      | 1:51,4       |
| 7     | Tage Ekfeldt     | Schweden       | 1:53,8       |
| 8     | Ron Delany       | Irland         | 2:03,5       |

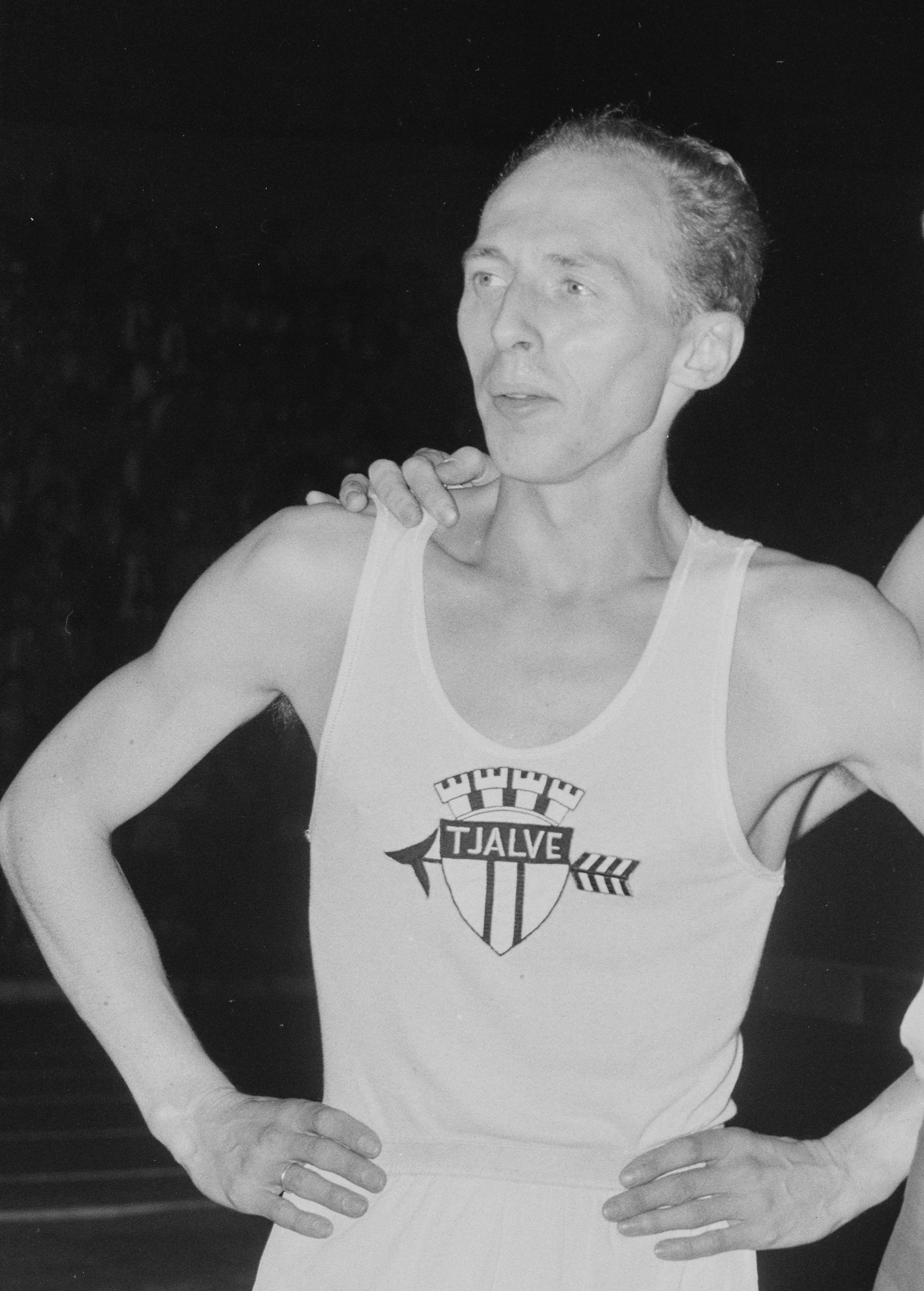
Audun Boysen gewann nach seinem fünften Platz 1950 die Bronzemedaille

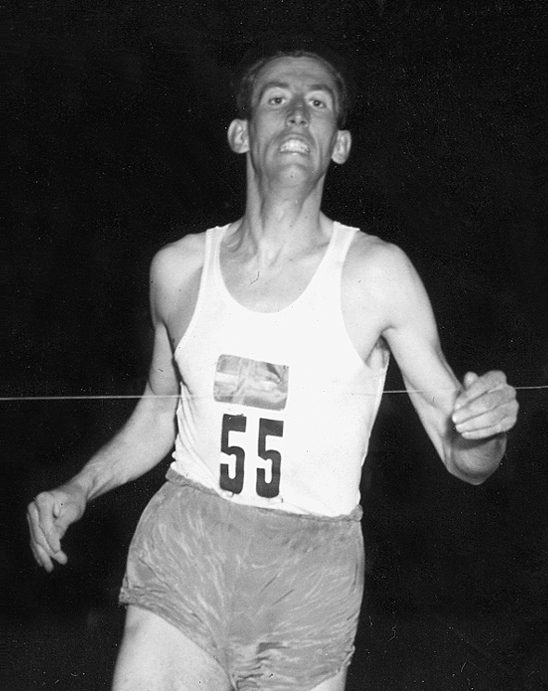
Tage Ekfeldt kam auf den siebten Platz
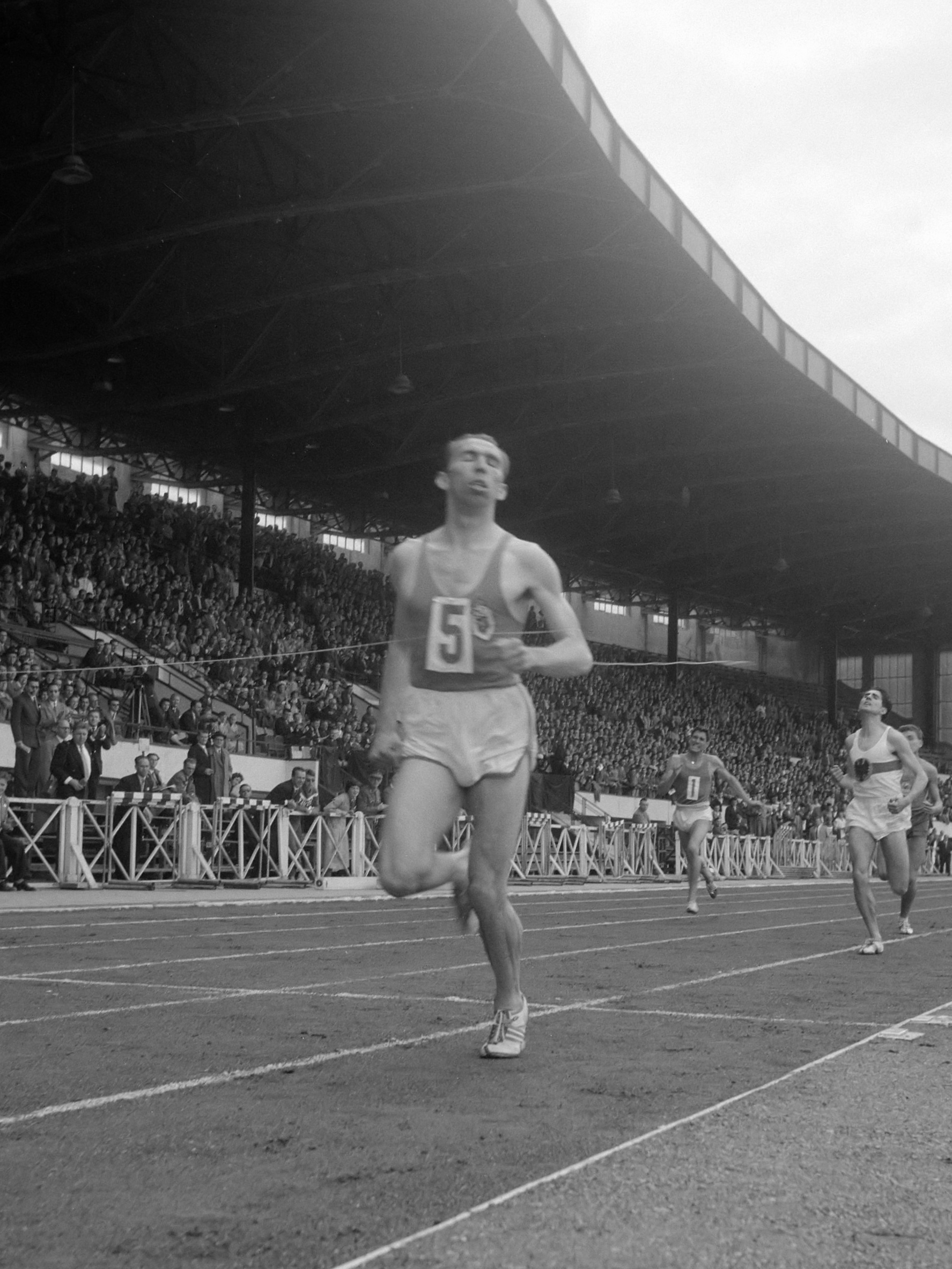
Roger Moens, der 1955 Rudolf Harbig als Weltrekordler ablösen sollte, erreichte Platz fünf
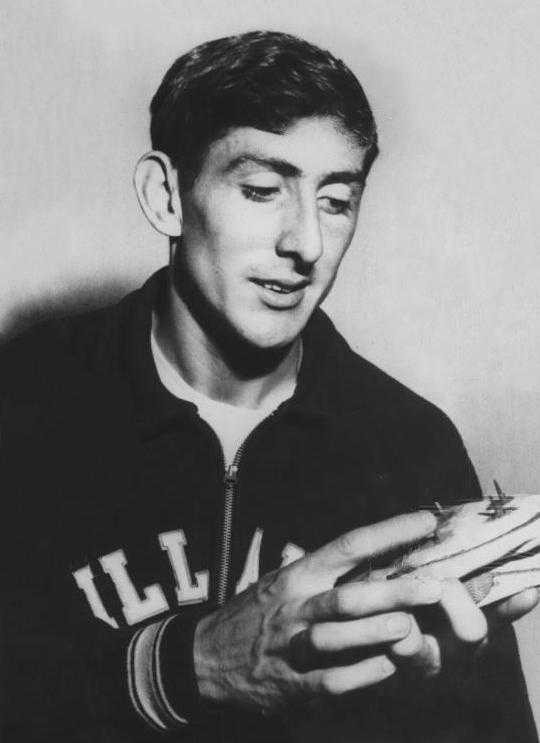
Der achtplatzierte Ron Delany wurde zwei Jahre später Olympiasieger über 1500 Meter